# Monnina glabrifolia
Monnina glabrifolia là một loài thực vật có hoa trong họ Polygalaceae. Loài này được Ferreyra mô tả khoa học đầu tiên năm 1946.